# Fruitafossor windscheffeli
Fruitafossor windscheffeli fou un mamífer termitòfag del Juràssic superior, fa uns 150 milions d'anys. La seva descripció es basa en un esquelet sorprenentment complet d'un animal de la mida d'un esquirol llistat. Fou descobert el 31 de març del 2005 a Fruita (Colorado). S'assemblava a un armadillo o un formiguer gegant i probablement s'alimentava d'insectes colonials de la mateixa manera que ho fan aquests animals en l'actualitat. Altres característiques de l'esquelet indiquen que Fruitafossor windscheffeli no estava relacionat ni amb els armadillos, ni amb els ossos formiguers, ni amb cap grup modern de mamífers. Això indica que les especialitzacions requerides per alimentar-se de formigues o tèrmits han evolucionat independentment múltiples vegades en els mamífers: en Fruitafossor, en els ossos formiguers, en els numbats, en els porcs formiguers, en els pangolins i en els equidnes.